# Balladyna
Balladyna je drama v petih dejanjih poljskega romantičnega pesnika in dramatika Juliusza Słowackega. Napisana je bila leta 1834 v Švici, izdana pa je bila v Parizu  leta 1839. Prva odrska uprizoritev je bila 7. marca 1862 v Lvovu. Słowacki je Balladyno z začetnim zapisom posvetil prijatelju in pisatelju Zygmuntu Krasińskemu. Drama je bila napisana pod vplivom Shakespearovih dram (Sen kresne noči, Macbeth, Kralj Lear). Słowacki je z bujno pesniško fantazijo ustvaril v Balladyni delo, ki ga je sam označil kot »tragedijo, podobno stari baladi v ljudskem slogu«. V tej drami je obsodil tiranijo in poveličal plemenita hotenja. Baladni, epični in celo humoristični in melodramatični elementi se v njej povezujejo v pesniško celoto.

## Osebe
- Puščavnik – izgnani kralj Popiel lll
- Kirkor – bogat plemič
- Vdova – mati Balladyne in Aline
- Balladyna – starejša sestra
- Alina – mlajša sestra
- Filon – pastir, ki išče lepoto in ženski ideal
- Grabiec – vaški pijanec
- Fon Kostryn – načelnik straže na Kirkorjevem gradu
- Gralon – Kirkorjev vitez
- Kancler – visoki uradnik na dvoru
- Wawel – zgodovinar
- Goplana – vodna nimfa jezera Gopło
- Chochlik – Goplanin služabnik
- Skierka – Goplanin služabnik

## Vsebina drame
Dejanje sega v bajeslovne čase v okolico jezera Gopło. Kirkor obišče Puščavnika, da bi mu svetoval, s katerim dekletom naj se oženi. Kljub začetnemu prigovarjanju, da mu bo bolje brez žene, mu Puščavnik svetuje, naj se oženi z revnim dekletom. Prav tako mu razkrije, da je v resnici kralj, ki je bil pregnan s prestola. Kirkor odide z obljubo, da mu bo pomagal vrniti se na prestol. 
Istočasno vodna nimfa Goplana izve, da je Grabiec, moški, ki ga je rešila in se vanj zaljubila, že zaljubljen v Balladyno. Da bi se znebila Balladyne, Goplana skuje načrt, s katerim zvabi Kirkorja k vdovini hiši z namenom, da bi se zaljubil v Balladyno in se z njo poročil. Vendar pa načrt ne uspe in Kirkor se zaljubi v obe sestri, Balladyno in Alino, ter se nikakor ne more odločiti med njima. Po Skierkovem predlogu postane odločilno tekmovanje v nabiranju malin: tista sestra, ki prej napolni lonec, se bo poročila s Kirkorjem. Alina, ki je bolj marljiva od Balladyne, hitreje napolni lonec. Ob srečanju s sestro Balladyno prevzame želja po zmagi, zato zabode Alino, vzame njene maline in se vrne domov. 
Edine priče umora so Grabiec, spremenjen v vrbo kot kazen za srečanje z Balladyno večer prej, in Goplana, ki pa obljubi, da bo obdržala Balladynino skrivnost. Ob vrnitvi domov Balladyna pove, da je Alina pobegnila od doma s skrivnostnim moškim. Njena mama na njenem čelu opazi krvav madež, ki se ga kljub trudu ne da odstraniti. Balladyna se poroči s Kirkorjem in se skupaj z mamo preseli na njegov grad. Kmalu po poroki Kirkor odide v Gniezno, da bi izpolnil obljubo, ki jo je dal Puščavniku. Med njegovo odsotnostjo se Balladyna zaplete v afero z načelnikom straže Fonom Kostrynom. Obenem se začne sramovati svojega porekla in mame, zato jo da zapreti v stolp. Zatem obišče Puščavnika v želji, da bi se znebila krvavega madeža, vendar ta izve njeno skrivnost in ji pove, da je edini način, da se znebi tega madeža, priklicanje njene mrtve sestre, kar pa Balladyna zavrne. 
Medtem pa Skierka in Chochlik najdeta Puščavnikovo krono, ki jo predata Goplani, ta pa jo nato da Grabcu, katerega spremeni v kralja. Ta se nato v svoji novi opravi odpravi na kraljevo zabavo v gradu. Pred zabavo na grad prispe Gralon, Kirkorjev vitez, ki Balladyni dostavi zaprto skrinjo s pečatom in navodilom, naj se skrinja ne odpira – Kirkorjev preizkus Balladynine zvestobe. Vendar pa Balladyna in Fon Kostryn Gralona ubijeta in postaneta partnerja v zločinu. Na zabavi Balladyna laže o svojem poreklu. Ko se prikaže njena mama, se spreta in Balladyna jo vrže iz gradu, kljub temu, da je zunaj že noč in močna nevihta. Prijetno atmosfero zabave nato prekine Alinin duh, ki ga lahko vidi samo Balladyna, in pa vonj po malinah. Grabiec, ki noč preživi na gradu, je umorjen, Balladyna in Fon Kostryn pa ukradeta njegovo krono, za katero sta izvedela, da naj bi bila simbol prave kraljeve moči, prav tako se znebita Puščavnika. 
Z denarjem nato podkupita ljudi in zbereta vojsko ter se odpravita v Gniezno, kjer čaka Kirkor, ki se je že znebil prejšnjega kralja in želi zdaj ujeti še tatu krone, vendar je v boju ubit. Ker pa Balladyna ne želi deliti kraljestva s Fonom Kostrynom, mu odreže kos kruha z nožem pomočenim v strup. Fon Kostryn umre. Kot kraljica mora Balladyna razsoditi o zadevah svojih podanikov. Kot prvi pred njo stopi kraljevi zdravnik, ki zahteva kazen za morilca Fona Kostryna. Kljub nejasnim dokazom o storilcu Balladyna izreče smrtno kazen. 
Naslednji pred njo stopi Filon, ki je našel truplo Aline in se vanjo zaljubil ter zdaj zahteva kazen za njenega morilca. Tudi tu Balladyna izreče smrtno kazen. Naslednja pred njo stopi vdova, ki se pritožuje čez hčerko, ki jo je na nevihtno noč vrgla z gradu in je zaradi udara strele oslepela, vendar kljub prigovarjanju ne želi povedati hčerkinega imena in nato med mučenjem umre. Balladyna še tretjič izreče smrtno kazen, ki je pravzaprav kazen sami sebi, saj je bila v vseh primerih zločinka ona. V tem trenutku v Balladyno udari strela in jo ubije. Drama se zaključi z govorom zgodovinarja Wawela, ki ga občinstvo na koncu napodi v zakulisje.